# I. e. 35. század
| Évezredek i.e. | 10. | 9. | 8. | 7. | 6. | 5. | 4. | 3. | 2. | 1. | Időszámítás kezdete | 1. | 2. | 3. | 4. | 5. | 6. | 7. | 8. | 9. | 10. | Évezredek i.sz. |

## Események
- a Szahara elsivatagosodásának kezdete
- az első városok Egyiptomban, a Badari kultúra végleges megszűnése, teljesen feloldódik a nagadai stílusban.
- A Nagada-kultúra Nagada IIc szakasza.
- A század elején Nehen már egy virágzó állam fővárosa.
- A núbiai A csoport korai szakaszának vége.
- Az Uruk-kultúra fénykorának kezdete Dél-Mezopotámiában, az Eufrátesz csatornázása, öntözéses földművelés, az első templomok építése.

## Találmányok, felfedezések
- Az uruki archaikus szövegek első megjelenése, a piktografikus írás kialakulása